# Macrostylophora exilia
Macrostylophora exilia är en loppart som beskrevs av Li Kueichen, Wang Dwenching et Hsieh Paochi 1964. Macrostylophora exilia ingår i släktet Macrostylophora och familjen fågelloppor. Inga underarter finns listade i Catalogue of Life.